# 金剛寺 (さいたま市北区)
金剛寺（こんごうじ）は、埼玉県さいたま市北区にある真言宗智山派の寺院。なお、当寺の約2キロメートル南西の同市同区日進町に院号が類似する金剛院がある。そちらの寺も真言宗智山派である。

## 歴史
江戸時代前期、1686年（貞享3年）寂の宥円によって開山された。無住（住職不在）や兼務の時期が長かったこともあり、記録が散逸してしまい、詳細な歴史は不明となっている。同市同区日進町の満福寺の末寺であった。
当寺の本尊は阿弥陀如来である。山号の「遍照山」は阿弥陀如来の恵みが遍く照らすことに由来している。

## 交通アクセス
- 東宮原駅または加茂宮駅より徒歩9分。